# Айке фон Репгов
Айке фон Репгов (на немски: Eike von Repgow също von Repkow, von Repchow, von Repgau, von Repchau или също Heiko, * 1180/1190 в Репгов, днес Репихау в Саксония-Анхалт, † сл. 1233) e автор на средновековния правен сборник Саксонско огледало (Sachsenspiegel).
Фамилията му е благороднически род от Долна Саксония от остфалски произход със земи в Репихау и е васал на архиепископите на Магдебург, спомената за пръв път в документи през 1156 и 1159 г.
Той е добър приятел на граф Хойер фон Фалкенщайн. Той става министериал при княз Хайнрих I от Анхалт (1170 – 1252) и между 1220 и 1230 г. пише първата немска правна книга Саксонско огледало. Първо книгата му е написана на латински. По молба на граф Хойер фон Фалкенщайн той пише книгата и на долнонемски.
Дълго време се смятало, че той е автор и на „Саксонската световна хроника“ („Sächsische Weltchronik“) от 1260 г.